# Oude Graauwpolder
De Oude Graauwpolder is een polder op enige kilometers ten westen van Graauw, die gerekend wordt tot de Graauwsche Polders.
De polder werd tijdens het Twaalfjarig Bestand herdijkt, tezamen met de Langendampolder, waarmee de militaire inundatie van 1585 van dit gebied deels ongedaan werd gemaakt. De Schenkeldijk vormt de scheiding tussen beide polders, en deze dijk stamt waarschijnlijk van vóór de inundatie. De polder is 271 ha groot.
In 1682 is de polder nogmaals overstroomd. Langs de Oude Graauwse Dijk liggen nog twee wielen die daaraan herinneren. Deze zijn weliswaar gedempt, maar bochten in de dijk geven aan waar ze gelegen hebben.
Burghpolder · Clinge- en Kieldrechtpolders · Clingepolder · Dullaertpolder · Eekenissepolder · Graauwsche Polders · Havenpolder · Hertogin Hedwigepolder · Hoof- en Molenpolder · Hooglandpolder · Kieldrechtpolders · Kievitpolder · Kleine Molenpolder · Koningin Emmapolder · Langendampolder · Louisapolder · Mariapolder (Hulst) · Melopolder · Mispadpolder · Molenpolder (Hulst) · Nijspolder · Noordhofpolder · Oude Graauwpolder · Oudelandpolder · Polders tussen Lamswaarde en Hulst · Polders van Hontenisse en Ossenisse · Saaftingepolders · Saeftingepolder · Ser-Pauluspolder · Stoofpolder · Van Alsteinpolder · Vitshoek · Willem-Hendrikspolder · Zandpolder · Zoutepolder